# Pallacanestro Virtus Roma
O Pallacanestro Virtus Roma, também conhecido simplesmente como Virtus Roma, é um clube italiano de basquetebol que disputa atualmente a Serie B.
| Temporada | Nível | Liga     | Pos. | Resultado          | Copa da Itália    | Supercopa da Itália | Competições internacionais | Competições internacionais | Intercontinentais     | Intercontinentais |
| --------- | ----- | -------- | ---- | ------------------ | ----------------- | ------------------- | -------------------------- | -------------------------- | --------------------- | ----------------- |
| 1977–78   | 3     | Serie B  | 4    | Promovido          | –                 | –                   | –                          | –                          | –                     | –                 |
| 1978–79   | 2     | Serie A2 | 5    | –                  | –                 | –                   | –                          | –                          | –                     | –                 |
| 1979–80   | 2     | Serie A2 | 3    | Promovido          | –                 | –                   | –                          | –                          | –                     | –                 |
| 1980–81   | 1     | Serie A  | 10   | –                  | –                 | –                   | –                          | –                          | –                     | –                 |
| 1981–82   | 1     | Serie A  | 10   | –                  | –                 | –                   | –                          | –                          | –                     | –                 |
| 1982–83   | 1     | Serie A  | 1    | Campeões           | –                 | –                   | 3 Copa Korać               | Top 16                     | –                     | –                 |
| 1983–84   | 1     | Serie A  | 9    | –                  | Quartas de finais | –                   | 1 FIBA Euroliga            | Campeões                   | –                     | –                 |
| 1984–85   | 1     | Serie A  | 1    | Quartas de finais  | Quartas de finais | –                   | 1 FIBA Euroliga            | Top 6                      | Copa Intercontinental | Campeões          |
| 1985–86   | 1     | Serie A  | 10   | Quartas de finais  | Quartas de finais | –                   | 3 Copa Korać               | Campeões                   | Copa Intercontinental | 8                 |
| 1986–87   | 1     | Serie A  | 8    | Top 12             | Top 32            | –                   | –                          | –                          | –                     | –                 |
| 1987–88   | 1     | Serie A  | 10   | Quartas de finais  | Quartas de finais | –                   | –                          | –                          | –                     | –                 |
| 1988–89   | 1     | Serie A  | 12   | –                  | Top 32            | –                   | –                          | –                          | –                     | –                 |
| 1989–90   | 1     | Serie A  | 8    | Quartas de finais  | Finalista         | –                   | –                          | –                          | –                     | –                 |
| 1990–91   | 1     | Serie A  | 4    | Semifinalista      | Top 16            | –                   | –                          | –                          | –                     | –                 |
| 1991–92   | 1     | Serie A  | 6    | Semifinalista      | Quartas de finais | –                   | 3 Copa Korać               | Campeões                   | –                     | –                 |
| 1992–93   | 1     | Serie A  | 12   | –                  | Top 16            | –                   | 3 Copa Korać               | Finalista                  | –                     | –                 |
| 1993–94   | 1     | Serie A  | 15   | –                  | Top 32            | –                   | –                          | –                          | –                     | –                 |
| 1994–95   | 1     | Serie A  | 8    | Quartas de finais  | Quartas de finais | –                   | –                          | –                          | –                     | –                 |
| 1995–96   | 1     | Serie A  | 6    | Quartas de finais  | Quartas de finais | –                   | –                          | –                          | –                     | –                 |
| 1996–97   | 1     | Serie A  | 6    | Quartas de finais  | Quartas de finais | –                   | 3 Copa Korać               | Quartas de finais          | –                     | –                 |
| 1997–98   | 1     | Serie A  | 8    | Quartas de finais  | Quartas de finais | –                   | 3 Copa Korać               | Semifinalista              | –                     | –                 |
| 1998–99   | 1     | Serie A  | 6    | Quartas de finais  | Quartas de finais | –                   | 3 Copa Korać               | Top 16                     | –                     | –                 |
| 1999–00   | 1     | Serie A  | 6    | Top 14             | Quartas de finais | –                   | 3 Copa Korać               | Quartas de finais          | –                     | –                 |
| 2000–01   | 1     | Serie A  | 5    | Quartas de finais  | Semifinalista     | Campeões            | –                          | –                          | –                     | –                 |
| 2001–02   | 1     | Serie A  | 8    | Quartas de finais  | –                 | –                   | –                          | –                          | –                     | –                 |
| 2002–03   | 1     | Serie A  | 2    | Semifinalista      | Quartas de finais | –                   | –                          | –                          | –                     | –                 |
| 2003–04   | 1     | Serie A  | 7    | Quartas de finais  | Quartas de finais | –                   | 1 EuroLiga                 | Temporada Regular          | –                     | –                 |
| 2004–05   | 1     | Serie A  | 6    | Semifinalista      | Semifinalista     | –                   | –                          | –                          | –                     | –                 |
| 2005–06   | 1     | Serie A  | 6    | Semifinalista      | Quartas de finais | –                   | 2 Copa ULEB                | Quartas de finais          | –                     | –                 |
| 2006–07   | 1     | Serie A  | 4    | Semifinalista      | Quartas de finais | –                   | 1 EuroLiga                 | Top 16                     | –                     | –                 |
| 2007–08   | 1     | Serie A  | 2    | Finalista          | Quartas de finais | –                   | 1 EuroLiga                 | Top 16                     | –                     | –                 |
| 2008–09   | 1     | Serie A  | 2    | Quartas de finais  | Quartas de finais | –                   | 1 EuroLiga                 | Top 16                     | –                     | –                 |
| 2009–10   | 1     | Serie A  | 7    | Semifinalista      | –                 | –                   | 1 EuroLiga                 | Temporada Regular          | –                     | –                 |
| 2010–11   | 1     | Serie A  | 9    | –                  | –                 | –                   | 1 EuroLiga                 | Top 16                     | –                     | –                 |
| 2011–12   | 1     | Serie A  | 13   | –                  | –                 | –                   | –                          | –                          | –                     | –                 |
| 2012–13   | 1     | Serie A  | 3    | Finalista          | Semifinalista     | –                   | –                          | –                          | –                     | –                 |
| 2013–14   | 1     | Serie A  | 6    | Semifinalista      | Quartas de finais | –                   | 2 EuroCopa                 | Temporada Regular          | –                     | –                 |
| 2014–15   | 1     | Serie A  | 10   | Rebaixado          | –                 | –                   | 2 EuroCopa                 | Top 16                     | –                     | –                 |
| 2015–16   | 2     | Serie A2 | –    | –                  | –                 | –                   | –                          | –                          | –                     | –                 |
| 2018–19   | 2     | Serie A2 | 1    | Promovidofinalista | –                 | –                   | –                          | –                          | –                     | –                 |
| 2019–20   | 1     | Serie A  |      |                    | –                 | –                   | –                          | –                          | –                     | –                 |